# Качаниклич, Александр
Александр Качаниклич (швед. Alexander Kačaniklić, серб. Александар Качаниклић; род. 13 августа 1991, Хельсингборг, Мальмёхус) — шведский футболист, полузащитник кипрского клуба «АЕЛ». Выступал за сборную Швеции.

## Карьера

### Клубная
Начал заниматься футболом в шведском клубе «Нювонг», после чего перешёл в школу главной команды родного города — «Хельсингборг». Молодой футболист приглянулся селекционерам английского «Ливерпуля» и летом 2007 года пополнил ряды молодёжного состава клуба из Премьер-лиги. В 2009 году юниоры мерсисайдской команды дошли до финала молодёжного кубка Англии, где встречались со сверстниками из лондонского «Арсенала». В первом матче, состоявшемся 22 мая 2009 года на стадионе «Эмирейтс», «Ливерпуль» проиграл с разгромным счётом 1:4. Александр вышел на поле в стартовом составе и на 36-й минуте сумел забить единственный гол своей команды. На 64-й минуте его сменил Натан Экклстон.
31 августа 2010 года Качаниклич перешёл в другой английский клуб — «Фулхэм». Наряду с Лаури Далла Валле он стал частью сделки по трансферу в «Ливерпуль» защитника Пола Кончески. Впервые в заявку основного состава попал в сентябре 2011 года на матч третьего раунда кубка Футбольной лиги с «Челси», однако в той игре остался на скамейке запасных.
В столичной команде Александру так и не удалось пробиться в основной состав, и в конце января 2012 года он был отдан до конца сезона в аренду в «Уотфорд». Уже на следующий день дебютировал в новом клубе в Чемпионшипе в игре с «Миллуоллом», выйдя в стартовом составе. На 36-й минуте встречи он ассистировал Трою Дини в первом голе. В итоге «Уотфорд» победил 2:0, а Качаниклич был заменен в середине второго тайма. Единственный свой мяч за время аренды Алекс сумел забить 3 марта в игре 34-го тура, выйдя на замену во втором тайме, чем способствовал победе своей команды над «Бернли».
27 марта 2012 года Александр был отозван «Фулхэмом» из аренды, а уже через четыре дня состоялся его дебют в английской Премьер-лиге. На 36-й минуте домашнего матча с «Норвич Сити» Качаниклич вышел на поле вместо получившего травму Павла Погребняка. В начале второго тайма Качаниклич имел шанс отличиться, но после его удара мяч угодил в перекладину ворот Джона Радди. На следующую игру с «Болтоном» главный тренер Мартин Йол выпустил его в стартовом составе. Алекс провел практически всю игру, лишь на 88-й минуте уступив место Марселло Тротте.
1 марта 2013 года «Бернли», договорился с «Фулхэмом» о переходе шведа на правах аренды. Уже на следующий день Александр сыграл первый матч за новый клуб в чемпионате Футбольной лиги. Он вышел в стартовом составе на гостевой матч с «Чарльтоном» и провёл на поле 88 минут, после чего уступил место Брайану Стоку. Его команда одержала победу с минимальным счётом. Всего за время аренды Качаниклич успел провести в футболке «Бернли» шесть встреч. 18 апреля, в связи с чередой травм, «Фулхэм» отозвал шведа из аренды, для того чтобы он смог принять участие в матче очередного тура Премьер-Лиги с лондонским «Арсеналом».
15 июня 2016 года было объявлено о переходе Качаниклича во французский «Нант»

### В сборной
Выступал за юношескую сборную Швеции 1991 года рождения. Дебютировал за неё 14 сентября 2006 года в товарищеской игре с норвежцами, которая завершилась поражением шведов со счётом 0:2. 15 августа 2012 года в товарищеском матче со сборной Бразилии состоялся дебют Качаниклича за национальную сборную Швеции. На 64-й минуте встречи он вышел на поле вместо Кристиана Вильхельмссона.

## Личная жизнь
Его старший брат Робин также является футболистом, выступает на позиции полузащитника. На май 2016 года играет за клуб «Эскильсминне» из третьей лиги шведского чемпионата.

## Матчи за сборную
| # | Дата            | Место                                     | Соперник          | Результат | Голы | Турнир                                |
| - | --------------- | ----------------------------------------- | ----------------- | --------- | ---- | ------------------------------------- |
| 1 | 15 августа 2012 | «Росунда», Стокгольм, Швеция              | Бразилия          | 0:3       | 0    | Товарищеский матч                     |
| 2 | 12 октября 2012 | «Торсволлур», Торсхавн, Фарерские острова | Фарерские острова | 2:1       | 1    | Отборочные матчи Чемпионата мира 2014 |
| 3 | 16 октября 2012 | «Олимпиаштадион», Берлин, Германия        | Германия          | 4:4       | 0    | Отборочные матчи Чемпионата мира 2014 |
| 4 | 14 ноября 2012  | «Френдс Арена», Стокгольм, Швеция         | Англия            | 4:2       | 0    | Товарищеский матч                     |
| 5 | 6 февраля 2013  | «Френдс Арена», Стокгольм, Швеция         | Аргентина         | 2:3       | 0    | Товарищеский матч                     |
| 6 | 22 марта 2013   | «Френдс Арена», Стокгольм, Швеция         | Ирландия          | 0:0       | 0    | Отборочные матчи Чемпионата мира 2014 |
| 7 | 26 марта 2013   | «Под Дубнём», Жилина, Словакия            | Словакия          | 0:0       | 0    | Товарищеский матч                     |